# Club náutico Seawanhaka Corinthian

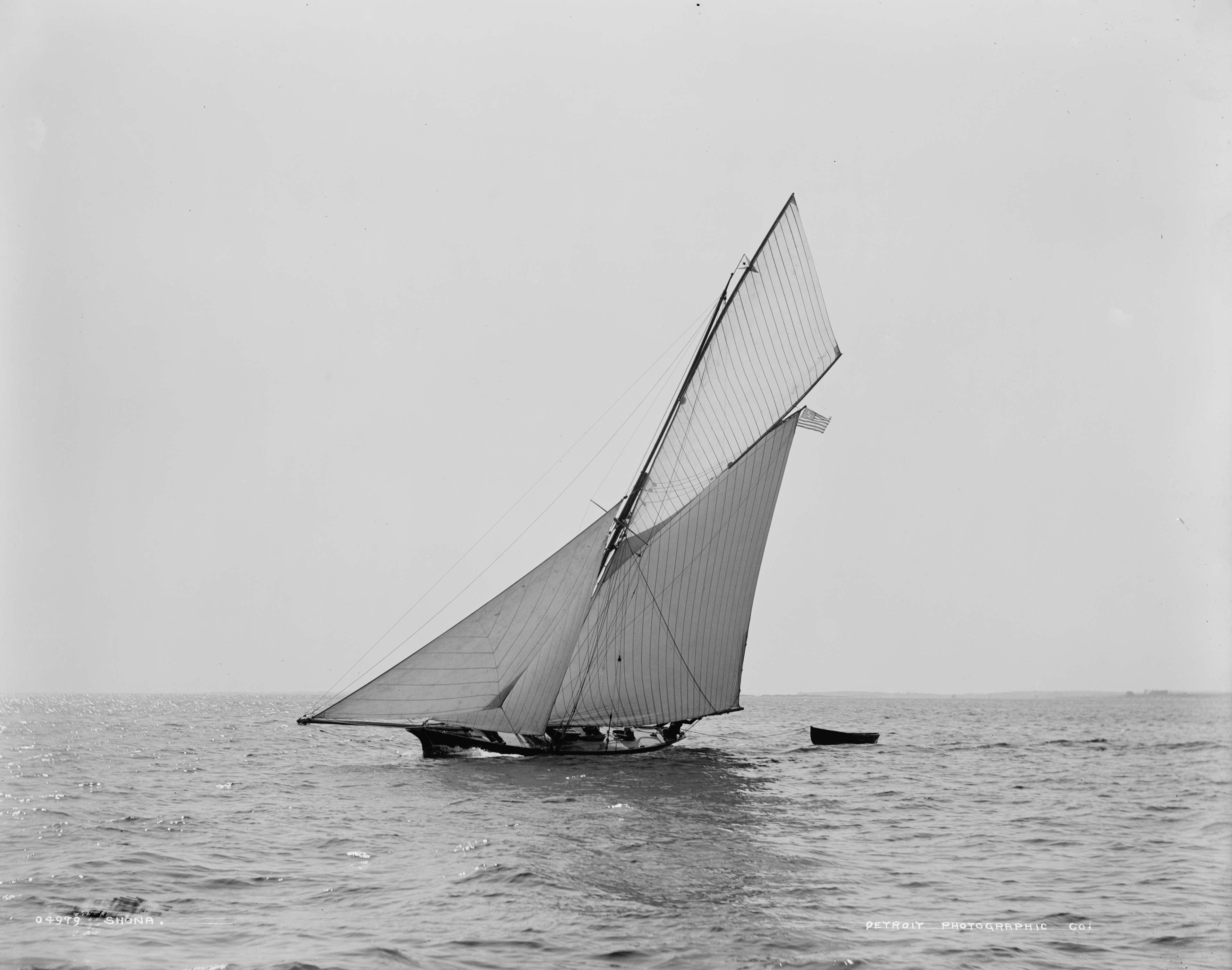
El Cutter Shona corrió en el Corinthian Yacht Club, Nueva York

El Seawanhaka Corinthian Yacht Club es uno de los clubes náuticos más antiguos del hemisferio occidental, y ocupa el puesto 18 después del Royal Nova Scotia Yacht Squadron, New York Yacht Club, Royal Bermuda Yacht Club, Mobile Yacht Club, Pass Christian Yacht Club, Southern Yacht Club, Biloxi Yacht Club, Royal Canadian Yacht Club, Buffalo Yacht Club, Neenah Nodaway Yacht Club, Raritan Yacht Club, Detroit Boat Club, Detroit Yacht Club, San Francisco Yacht Club, Portland Yacht Club, New Hamburg Yacht Club, Eastern Yacht Club y Milwaukee Yacht Club.  Se encuentra en Centre Island, Nueva York, con acceso a Long Island Sound.

## Historia
El Seawanhaka Corinthian Yacht Club se fundó (como "Seawanhaka Yacht Club") en septiembre de 1871 a bordo del balandro Glance, anclado frente a Centre Island. El capitán del Glance, William L. Swan, fue elegido primer comodoro de Seawanhaka. Charles E. Willis fue nombrado vicecomodoro, Frederic de P. Foster fue designado primer secretario, Gerard Beekmanthe tesorero y William Foulke medidor.Durante muchos años, las reuniones del club se celebraron a bordo de este buque insignia. En la década de 1880, el Club mantuvo una casa club y un fondeadero en Stapleton, Staten Island, cerca de la casa club del New York Yacht Club. El 1 de febrero de 1887 se constituyó con este último nombre.
En 1881, Seawanhaka organizó carreras de la Copa desde el puerto de Nueva York hasta Sandy Hook, Nueva Jersey.

### Gallardete
El gallardete azul triangular del club tiene 12 estrellas blancas, ocho en dirección horizontal y otras cuatro cruzándose verticalmente. El diseño fue realizado para perpetuar la memoria de los 12 fundadores.

### Casas club
En 1881, el club alquiló un espacio en Centre Island y la palabra "Corinthian" se incorporó al nombre del club. En 1887, la organización alquiló una casa club en Manhattan. Finalmente, en 1891-1892, el club regresó a Centre Island, donde se inauguró una nueva casa club y el club se fusionó con el Oyster Bay Yacht Club. En reconocimiento a su importante historia, el Seawanhaka Corinthian Yacht Club fue incluido en el Registro Nacional de Lugares Históricos en 1974. 

### Comodoros
- William L. Swan
- William A. W. Stewart
- Elías Cornelio Benedicto (1834–1920) [2]
- Arthur Curtiss James
- William K. Vanderbilt Jr.
- Harold S. Vanderbilt
- Clinton H. Crane
- Henry S. Morgan
- Phillip J. Roosevelt
- Frederick R. Coudert Jr
- George E. Roosevelt
- Henry H. Anderson Jr.
- Charles G. Meyer
- P. James Roosevelt
- George S. Meyer
- Hugh Jones
- Willets S. Meyer
- Robert De Natale
- José C. Pickard

### Regla de Seawanhaka
En 1882, el club adoptó una regla de clasificación que regiría todas sus carreras:
{\displaystyle Rating={\frac {Load\ Waterline\ Length+{\sqrt {Sail\ Area}}}{2}}}
Conocida simplemente como la "Regla Seawanhaka", sirvió como clasificación para todas las regatas de la costa este desde 1887 en adelante, incluida la Copa América de 1893 a 1903. La longitud de la línea de flotación de carga generalmente se colocaba debajo de un límite de clase, donde cualquier cantidad que excediera el límite se contabilizaba doble. En la Copa América de 1893 el límite se fijó en 85 ft, por lo que la longitud de la línea de flotación de carga de un 86 El yate de 87 pies habría contado como 87 pie

## Club Juvenil
Seawanhaka Corinthian Junior Yacht Club (SCJYC) se incorporó en 1936 como uno de los primeros Junior Yacht Club en Long Island Sound. La nueva organización se basó en décadas de programas de navegación juvenil menos formales en Seawanhaka y tenía como objetivo brindarles a los juveniles un club y una casa club independientes (también terminados en 1936). A lo largo de su historia, el SCJYC ha producido muchos campeones de vela, pero su misión más central siempre ha sido producir navegantes para toda la vida. En 2017, US Sailing le otorgó al director de vela de SCJYC, Tomas Ruiz DeLuque, el premio Capitán Joe Prosser por su excepcional servicio a la navegación.

## Miembros notables
- Timothea Larr, tres veces ganador del Trofeo Sra. Charles Francis Adams, incluido en el Salón Nacional de la Fama de la Vela en 2013